# نورمان هال
نورمان هال (بالإنجليزية: Norman Hall)‏ هو سياسي أمريكي، ولد في 17 نوفمبر 1829 في مقاطعة ليكومينغ في الولايات المتحدة، وتوفي في 29 سبتمبر 1917 في شارون في الولايات المتحدة. حزبياً، نشط في الحزب الديمقراطي. وقد انتخب عضو مجلس النواب الأمريكي.